# Public access
Public access is een studioalbum van Steve Khan. Na het verzamelalbum Helping hand zocht Khan zijn oude maatjes uit het tijdperk Eyewitness weer op. Er lagen nog wat onafgemaakte demo’s op de plank en deze waren volgens Khan te goed om daar te blijven liggen. Hij benaderde Jackson en Badrena en deze stemde direct toe om de muziek opnieuw op te nemen. Een kwestie was, wie gaat er drummen op dit album, Khan vond dat Steve Jordan een andere muzikale richting had ingeslagen. In plaats van Jordan werd Dave Weckl ingeschakeld. De opnamen kostten Khan rond de 38.500 Amerikaanse dollars. Het album verscheen op het jazzlabel GRP Records en Khan verdiende het album ruimschoots terug.Het leverde niet voldoende werk op voor een permanent kwartet.   
De hoes werd gevormd door een karikatuur van de vier heren.

## Musici
- Steve Khan – gitaar
- Anthony Jackson – basgitaar
- Dave Weckl – slagwerk
- Manolo Badrena – percussie

## Muziek
| Nr. | Titel                                                   | Duur  |
| --- | ------------------------------------------------------- | ----- |
| 1.  | Sisé (Khan, Jackson, Badrena, Weckl, Jordan)            | 9:06  |
| 2.  | Blue zone 41 (Khan)                                     | 4:45  |
| 3.  | Kamarica (Khan, Jackson, Badrena, Weckl, Jordan)        | 8:50  |
| 4.  | Silent screen (Khan)                                    | 7:06  |
| 5.  | Mambosa (Khan)                                          | 8:20  |
| 6.  | Butane Elvin (Khan)                                     | 5:13  |
| 7.  | Botero people (Khan, Jackson, Badrena, Weckl, Jordan)   | 7:06  |
| 8.  | Dedicated to you (Sammy Chan, Saul Chaplin, H.H. Zaret) | 6:22  |
| 9.  | Mama Chóla (Khan, Jackson, Badrena, Weckl, Jordan)      | 10:07 |